# Slow Food

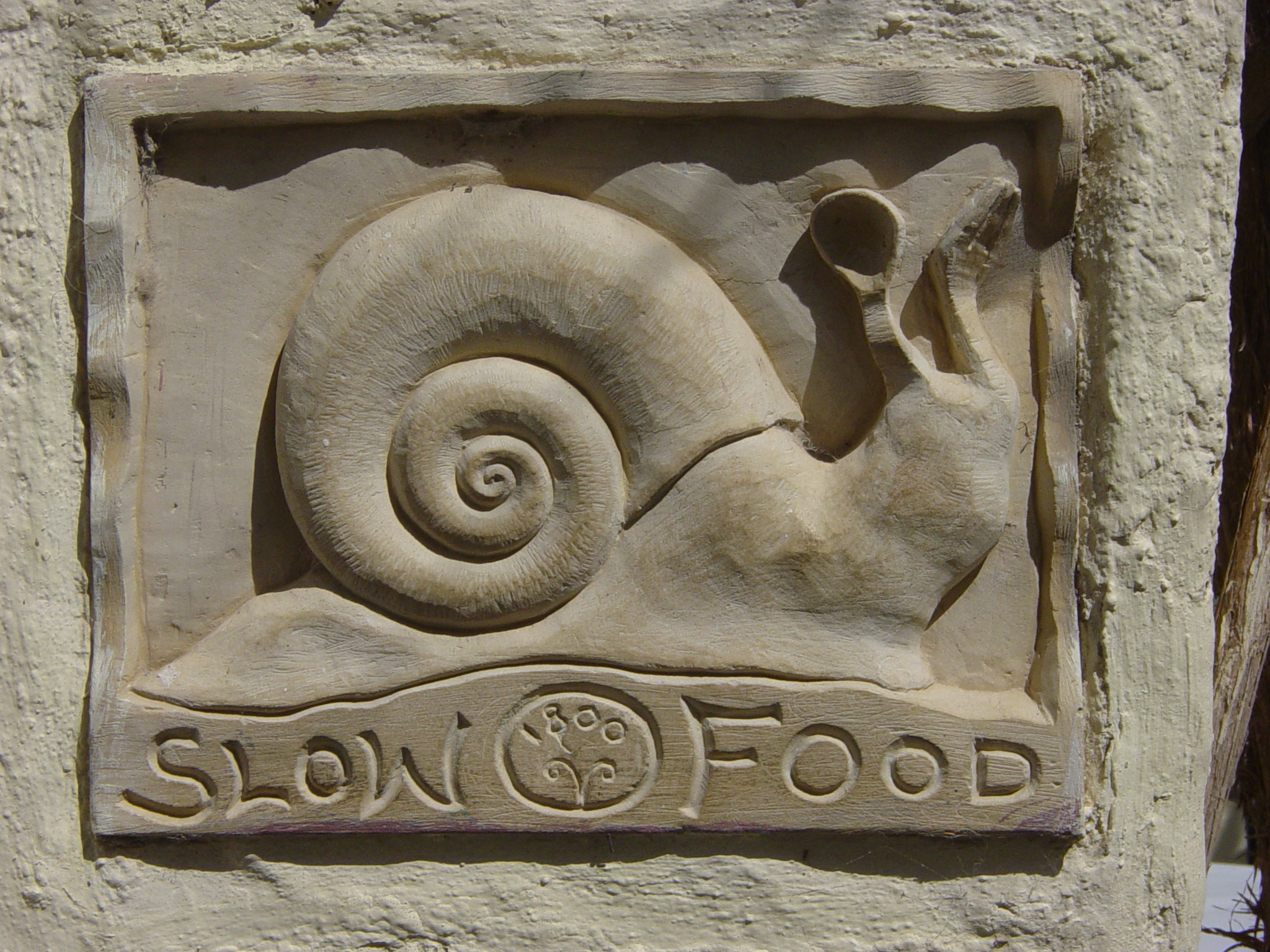
Afisz reklamowy restauracji w Santorini (Grecja)

Slow Food – organizacja i jednocześnie ruch społeczny skupiający osoby zainteresowane ochroną tradycyjnej kuchni różnych regionów świata i związanych z tym upraw rolnych i nasion, zwierząt hodowlanych i metod prowadzenia gospodarstw, charakterystycznych dla tych regionów.

## Historia
Organizacja założona została w 1986 przez krytyka kulinarnego Carlo Petriniego we Włoszech jako opór przeciwko rosnącej popularności barów fast food (decyzja o powstaniu zapadła po otworzeniu przez sieć McDonald’s lokalu w zabytkowej części Rzymu, w pobliżu Hiszpańskich Schodów), ale wkrótce rozprzestrzeniła się na 50 krajów i obecnie zrzesza ponad 80 tys. członków. Siedzibą organizacji jest miejscowość Bra w Piemoncie, we Włoszech, gdzie pracuje około 100 osób, zaś lokalnymi oddziałami Slow Food na całym świecie kieruje dodatkowo 800 wolontariuszy.
Obecnie ruch ten opisuje siebie samego jako ekogastronomiczna frakcja w ruchu ekologicznym, chociaż wielu mówi również o kulinarnym skrzydle ruchu alterglobalistów. Jego hasłami są: „dobre, czyste i sprawiedliwe” (ang. good, clean and fair). W Polsce convivium dolnośląskie do tych trzech wartości dodaje „lokalne”.
Od czasu do czasu Slow Food dokonuje bezpośrednich interwencji w transakcje rynkowe, na przykład chroniąc cztery tradycyjne rasy indyków amerykańskich (narragansett, jersey buff, standard bronze, bourbon red) poprzez zakup 4000 jaj i zlecenie wyhodowania z nich dorosłych zwierząt, które następnie trafiły na rynek.

## Program
Głównymi punktami programu ruchu Slow Food są:
- Ochrona i promocja lokalnych i tradycyjnych sposobów produkcji żywności (przepisów i receptur) oraz jej producentów.
- Promowanie kultury spożywania żywności, czyli celebrowania i delektowania się posiłkami zamiast szybkiego napełniania żołądków, zgodnie z zasadą „jeść dla przyjemności, a nie odżywiać się”.
- Kupowanie świeżej żywności ze źródeł lokalnych, wytworzonej z użyciem tradycyjnych receptur i metod wytwarzania, wymagających czasu i odpowiedniego nakładu pracy.
- Organizowanie
  - banków nasion w celu zachowanie naturalnej różnorodności upraw,
  - niewielkich wytwórni żywności, zwłaszcza szybko psującej się (np. rzeźnie),
  - obchodów dni lokalnej kuchni dla chronionych regionów produkcyjnych.
- Edukacja
  - konsumentów o ukrytym ryzyku spożywania fast food,
  - lokalnych społeczności o ukrytym ryzyku agrobiznesu i farm przemysłowych,
  - o ryzyku upraw monokulturowych i opieraniu się na zbyt jednolitych genetycznie źródłach upraw,
  - także poprzez naukę ogrodnictwa, zwłaszcza wśród studentów i więźniów.
- Lobbing
  - na rzecz zmian w polityce rolnej, mających na celu wsparcie dla farm organicznych,
  - przeciw genetycznym modyfikacjom żywności,
  - przeciw używaniu pestycydów,
  - różnorodne programy polityczne wspierające rodzinne farmy.

## Uniwersytet Nauk Gastronomicznych
Od października 2004 działa Uniwersytet Nauk Gastronomicznych w Pollenzo, w Piemoncie. Czołowymi postaciami zaangażowanymi w to przedsięwzięcie są Carlo Petrini i Massimo Montanari, których celem jest promowanie świadomości dobrej żywności i prawidłowego odżywiania się. 

## Arka Smaku
Jest to internetowy katalog żywności, produktów należących do kultur i tradycji z całego świata, zagrożonych wyginięciem. Na liście mogą znaleźć się odmiany roślin, rasy zwierząt a także produkty przetworzone, wraz z technologią wytwarzania. Projekt prowadzi Fundacja Slow Food na rzecz Bioróżnorodności (ang. Slow Food Foundation for Biodiversity). Celem Arki jest wyróżnienie produktów umieszczonych na liście i w ten sposób wsparcie ich przetrwania w społecznościach lokalnych. W 2019 roku w Arce Smaku zarejestrowane były 5072 produkty, w tym 59 powiązane z Polską. 
W samych Włoszech udało się ocalić 130 ginących wyrobów delikatesowych, takich jak soczewica z Abruzji, ziemniaki z Ligurii, czarny seler z Trevi, wezuwiańskie morele i fioletowe szparagi z Albengi.